# 가미타이라촌
가미타이라촌(上平村)은 도야마현 히가시토나미군에 설치되었던 촌이다. 2004년 11월 1일에 다른 자치단체와 합병해 난토시의 일부가 되었다.
유네스코의 세계유산으로도 등재되어 있는 갓쇼즈쿠리라는 마을에서 유명하다.

## 역사
- 1889년 4월 1일 - 정촌제 시행과 함께 히가시토나미군 가미타이라촌이 성립하였다.
- 2004년 11월 1일 - 니시토나미군 후쿠미쓰정, 히가시토나미군 가미타이라촌, 이나미정, 조하나정, 후쿠노정, 다이라촌, 도가촌, 이노쿠치촌을 합병해 난토시가 되었다.

## 교통

### 도로
- 도카이호쿠리쿠 자동차도
- 국도 156호선
- 도야마 현도 54호선